# 1375 w polityce

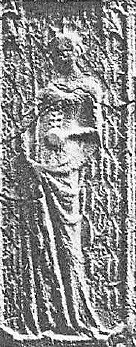
Eleonora Sycyliska

Wydarzenia polityczne w 1375 roku.

## Wydarzenia
- Małgorzata I została regentką Danii[1].

## Zmarli
- Eleonora Sycyliska, królowa Aragonii[2].
- 24 października Waldemar Atterdag, król Danii[3].